# Actia
Actia är ett släkte av tvåvingar. Actia ingår i familjen parasitflugor.

## Dottertaxa tillActia, i alfabetisk ordning[1][2]
- Actia amblycera
- Actia americana
- Actia ampla
- Actia antiqua
- Actia atra
- Actia autumnalis
- Actia biarticulata
- Actia brevis
- Actia brunnea
- Actia chrysocera
- Actia ciligera
- Actia cinerea
- Actia clavula
- Actia completa
- Actia cornuta
- Actia crassicornis
- Actia cuthbertsoni
- Actia darwini
- Actia dasymyia
- Actia deferens
- Actia destituta
- Actia diffidens
- Actia dimorpha
- Actia dubitata
- Actia eucosmae
- Actia exsecta
- Actia fallax
- Actia fracticornis
- Actia fulvicauda
- Actia gratiosa
- Actia hargreavesi
- Actia heterochaeta
- Actia humeralis
- Actia infantula
- Actia interrupta
- Actia jocularis
- Actia lamia
- Actia lata
- Actia linguata
- Actia longilingua
- Actia maksymovi
- Actia media
- Actia mimetica
- Actia mongolica
- Actia munroi
- Actia nigra
- Actia nigrapex
- Actia nigriventris
- Actia nigroscutellata
- Actia nitidella
- Actia nitidiventris
- Actia oblimata
- Actia painei
- Actia pallens
- Actia pamirica
- Actia panamensis
- Actia perdita
- Actia philippinensis
- Actia picipalpis
- Actia pilipennis
- Actia pokharana
- Actia pulex
- Actia quadriseta
- Actia radialis
- Actia rejecta
- Actia resinellae
- Actia rubifrons
- Actia rubiginosa
- Actia rufescens
- Actia rufibasis
- Actia russula
- Actia schineri
- Actia siphonosoma
- Actia solida
- Actia sternalis
- Actia stiglinae
- Actia takanoi
- Actia tarsata
- Actia triseta
- Actia uruhuasi
- Actia vulpina
- Actia yasumatsui